# موريس هيرزوغ
موريس هيرزوغ (بالفرنسية: Maurice Herzog) هو عضو في المقاومة الفرنسية ‏ وسياسي فرنسي، ولد في 15 يناير 1919 في 3rd arrondissement of Lyon ‏ في فرنسا، وتوفي في 13 ديسمبر 2012 في نويي-سور-سين في فرنسا. نشط حزبياً في اتحاد الديمقراطيين من أجل الجمهورية والاتحاد للجمهورية الحديثة.

## مناصب
- انتخب Mayor of Chamonix-Mont-Blanc ‏ (1968 – 20 مارس 1977).
- انتخب نائب فرنسي عن دائرة Haute-Savoie's 3rd constituency [الإنجليزية]‏ وقد انضم خلال فترته النيابية  [لغات أخرى]‏ (2 أبريل 1973 – 2 أبريل 1978) للكتلة البرلمانية كتلة اتحاد الديمقراطيين من أجل الجمهورية ‏.
- انتخب نائب فرنسي عن دائرة Haute-Savoie's 3rd constituency [الإنجليزية]‏ وقد انضم خلال فترته النيابية  [لغات أخرى]‏ (11 يوليو 1968 – 1 أبريل 1973) للكتلة البرلمانية كتلة اتحاد الديمقراطيين من أجل الجمهورية ‏.
- انتخب نائب فرنسي عن دائرة Rhône's 4th constituency [الإنجليزية]‏ وقد انضم خلال فترته النيابية  [لغات أخرى]‏ (6 ديسمبر 1962 – 11 يوليو 1963) للكتلة البرلمانية .
- انتخب نائب فرنسي عن دائرة Haute-Savoie's 3rd constituency [الإنجليزية]‏ وقد انضم خلال فترته النيابية  [لغات أخرى]‏ (3 أبريل 1967 – 30 مايو 1968) للكتلة البرلمانية كتلة الاتحاد الديمقراطي للجمهورية الخامسة ‏.

## وصلات خارجية
- موريس هيرزوغ على موقع أوليمبيديا (الإنجليزية)
- موريس هيرزوغ على موقع IMDb (الإنجليزية)
- موريس هيرزوغ على موقع مونزينجر (الألمانية)